# Granja Font
La Granja Font és un edifici modernista de l'Hospitalet de Llobregat (Barcelonès) protegit com a bé cultural d'interès local.

## Descripció
És un edifici quadrangular de només una planta, amb maó vist, ferro forjat i pedra en reble formant un sòcol. Totes les obertures tenen la part superior esglaonada però aquest recurs es troba en tota la façana en altres elements com unes pilastres decoratives que tenen la part superior esglaonada o uns rombes decoratius. La terrassa està envoltada per un mur que al centre té un element rectangular amb la part superior corba i decorada amb tres obertures allargades. Una cornisa amb voladís separa el pis del terrat; unes mènsules de maó amb forma escalonada aguanten la cornisa. El mur està arrebossat i tots els emmarcaments i elements decoratius són de maó vist.

## Història
La Granja Font era una vaqueria on es venia llet i també l'habitatge de la família. Actualment és un bar musical.